# Chlorognesia viridipicta
Chlorognesia viridipicta là một loài bướm đêm trong họ Noctuidae.